# Angus Bell
Pour les articles homonymes, voir Bell.
Pas d'image ? Cliquez ici

a Compétitions nationales et continentales officielles uniquement.

b Matchs officiels uniquement.
Dernière mise à jour le 19 août 2025.
Angus Bell est né le 4 octobre 2000 à Sydney (Australie), est un joueur international australien de rugby à XV, jouant au poste de pilier gauche avec la franchise des Waratahs en Super Rugby depuis 2020.

## Biographie
Angus Bell est le fils de Mark Bell, lui aussi ancien joueur de rugby à XV, ayant évolué au poste de talonneur avec les Waratahs, et ayant connu une sélection avec les Wallabies en 1996

## Carrière

### En club
Angus Bell, après avoir suivi sa formation rugbystique avec les équipes jeunes des Waratahs, est promu en équipe senior en 2019,. Il participe aux entrainements de l'équipe professionnelle toute la saison, mais ne dispute aucune rencontre en raison de son jeune âge. Il obtient cependant du temps de jeu avec son club amateur de Sydney University en Shute Shield,.
Plus tard la même année, il est retenu avec l'équipe professionnelle des NSW Country Eagles pour disputer le NRC. Il dispute cinq rencontres et marque un essai lors de cette première saison.
En 2020, il est à nouveau retenu avec les Waratahs et fait ses débuts en Super Rugby le 1er février 2020 contre les Crusaders, en tant que remplaçant. Il connait ensuite sa première titularisation le 14 février 2020 contre les Rebels. Au bout de quelques matchs, il se fait remarquer par sa mobilité et sa bonne tenue en mêlée,.
Lors de la saison 2023, il se blesse au pied lors du premier match, et manque ensuite tout le reste de la compétition.

### En équipe nationale
Angus Bell est sélectionné avec la sélection scolaire australienne (en) en 2018, et en est nommé capitaine.
Il est retenu avec l'équipe d'Australie des moins de 20 ans pour disputer le championnat du monde junior en 2019. Il dispute cinq matchs lors de la compétition, alors que son équipe termine finaliste après une défaite contre la France.
Il est sélectionné pour la première fois avec les Wallabies en septembre 2020 par le sélectionneur Dave Rennie pour préparer le Rugby Championship 2020,. Il obtient sa première cape internationale le 7 novembre 2020 à l’occasion d’un match contre l'équipe de Nouvelle-Zélande à Brisbane,.
En juillet 2023, il est sélectionné en équipe nationale par Eddie Jones pour participer au Rugby Championship 2023. Le 10 août 2023, il est annoncé au sein du groupe australien de 33 joueurs sélectionnés pour disputer la Coupe du monde 2023 en France. Il dispute les quatre matchs de son équipe lors du tournoi, tous en tant que titulaire. Il inscrit son premier essai international lors du match face au Portugal. Son équipe termine la compétition par une très décevante élimination en poule.

## Palmarès

### En équipe nationale
- Finaliste du Championnat du monde junior en 2019.

### Distinctions personnelles
- Membre de l'équipe type du Super Rugby en 2025.

## Statistiques
Au 19 août 2025, Angus Bell compte 41 capes en équipe d'Australie, dont 19 en tant que titulaire, depuis le 7 novembre 2020 contre l'équipe de Nouvelle-Zélande à Brisbane,. Il a inscrit un essai (cinq points).
Il participe à six éditions du Rugby Championship, en 2020, 2021, 2022, 2023, 2024 et 2025. Il dispute dix-sept rencontres dans cette compétition,.